# Liste der Bodendenkmäler in Finningen
Auf dieser Seite sind die Bodendenkmäler in der schwäbischen Gemeinde Finningen zusammengestellt. Diese Tabelle ist eine Teilliste der Liste der Bodendenkmäler in Bayern. Grundlage ist die Bayerische Denkmalliste, die auf Basis des Bayerischen Denkmalschutzgesetzes vom 1. Oktober 1973 erstmals erstellt wurde und seither durch das Bayerische Landesamt für Denkmalpflege geführt wird. Die folgenden Angaben ersetzen nicht die rechtsverbindliche Auskunft der Denkmalschutzbehörde.

## Bodendenkmäler in Finningen
| Lage                      | Objekt | Akten-Nr.     | Bild |
| ------------------------- | --- | ------------- | ---- |
| Oberfinningen (Standort)  | Siedlung vor- und frühgeschichtlicher Zeitstellung.                                                                                    | D-7-7328-0002 |      |
| Oberfinningen (Standort)  | Siedlung des Neolithikums und der Bronzezeit, Verhüttungsplatz vor- und frühgeschichtlicher oder mittelalterlicher Zeitstellung.       | D-7-7328-0121 |      |
| Oberfinningen (Standort)  | Grabhügel vorgeschichtlicher Zeitstellung.                                                                                             | D-7-7328-0136 |      |
| Oberfinningen (Standort)  | Grabhügel vorgeschichtlicher Zeitstellung.                                                                                             | D-7-7328-0137 |      |
| Oberfinningen (Standort)  | Siedlung vorgeschichtlicher Zeitstellung.                                                                                              | D-7-7328-0140 |      |
| Oberfinningen (Standort)  | Grabhügel vorgeschichtlicher Zeitstellung.                                                                                             | D-7-7328-0154 |      |
| Oberfinningen (Standort)  | Mittelalterliche und frühneuzeitliche Befunde im Bereich der katholischen Pfarrkirche St. Johannes Baptist in Oberfinningen.           | D-7-7328-0191 |      |
| Unterfinningen (Standort) | Grabhügel vorgeschichtlicher Zeitstellung.                                                                                             | D-7-7328-0338 |      |
| Mörslingen (Standort)     | Siedlung des Neolithikums, der Urnenfelder- und Hallstattzeit, Körpergräber des Frühmittelalters.                                      | D-7-7329-0002 |      |
| Unterfinningen (Standort) | Hallstattzeitlicher Opferplatz, Siedlung der Linearbandkeramik, der Altheimer Kultur, der Bronze-, Urnenfelder- und frühen Latènezeit. | D-7-7329-0075 |      |
| Unterfinningen (Standort) | Freilandstation des Mesolithikums, Siedlung vorgeschichtlicher Zeitstellung.                                                           | D-7-7329-0077 |      |
| Unterfinningen (Standort) | Freilandstation des Mesolithikums. | D-7-7329-0078 |      |
| Unterfinningen (Standort) | Grabhügel vorgeschichtlicher Zeitstellung.                                                                                             | D-7-7329-0082 |      |
| Mörslingen (Standort)     | Mittelalterlicher Burgstall. | D-7-7329-0093 |      |
| Mörslingen (Standort)     | Wallanlage vor- und frühgeschichtlicher Zeitstellung.                                                                                  | D-7-7329-0094 |      |
| Mörslingen (Standort)     | Körpergräber vor- und frühgeschichtlicher oder mittelalterlicher Zeitstellung.                                                         | D-7-7329-0100 |      |
| Mörslingen (Standort)     | Siedlung und Körpergräber vor- und frühgeschichtlicher Zeitstellung.                                                                   | D-7-7329-0101 |      |
| Mörslingen (Standort)     | Körpergräber der Glockenbecherkultur.                                                                                                  | D-7-7329-0164 |      |
| Mörslingen (Standort)     | Brandgräber oder Siedlung der Urnenfelderzeit.                                                                                         | D-7-7329-0165 |      |
| Mörslingen (Standort)     | Mittelalterliche und frühneuzeitliche Befunde im Bereich der katholischen Pfarrkirche St. Martin in Mörslingen.                        | D-7-7329-0166 |      |
| Unterfinningen (Standort) | Mittelalterliche und frühneuzeitliche Befunde im Bereich der katholischen Pfarrkirche St. Martin in Unterfinningen.                    | D-7-7329-0169 |      |
| Unterfinningen (Standort) | Mittelalterliche und frühneuzeitliche Befunde im Bereich des Schlosses Unterfinningen.                                                 | D-7-7329-0170 |      |